# Трелон
Трело́н (фр. Trélon) — коммуна во Франции, регион О-де-Франс, департамент Нор, округ Авен-сюр-Эльп, кантон Фурми. Расположена в 110 км от Лилля, 50 км от Валансьена и 45 км от Шарлеруа, в 14 км от национальной автомагистрали N2.
Население (2017) — 2 856 человек.

## История
В XVI веке Трелон приобрело семейство де Мерод. Они построили новый замок на месте предыдущего, возведенного в 1150 году. Это замок, частично перестроенный, сохранился до настоящего времени и является частной резиденцией принцев де Мерод, одного из самых известных семейств Бельгии.
В 1806 году в Трелоне была открыта первая фабрика по производству посуды из стекла; в 1825 году её приобрела компания, выпускающая кристаллы Баккара. В 1823 году была открыта вторая фабрика, производящая бутылки для шампанского. Первая фабрика была закрыта в 1932 году, вторая проработала до 1977 года. В настоящее время в её здании работает музей-студия производства стекла.

## Экономика
Структура занятости населения:
- сельское хозяйство — 1,5 %
- промышленность — 7,0 %
- строительство — 8,2 %
- торговля, транспорт и сфера услуг — 15,7 %
- государственные и муниципальные службы — 67,6 %

Уровень безработицы (2017) — 21,7 % (Франция в целом — 13,4 %, департамент Нор — 17,6 %). 

Среднегодовой доход на 1 человека, евро (2017) — 17 230 (Франция в целом — 21 110, департамент Нор — 19 490).

## Администрация
Рост мэра Трелона с 2020 года занимает Тьерри Регем (Thierry Reghem). На муниципальных выборах 2020 года возглавляемый им блок одержал победу в 1-м туре, получив 62,48 % голосов.

## Демография
Динамика численности населения, чел.